# 北海道道447号西大里瀬棚停車場線

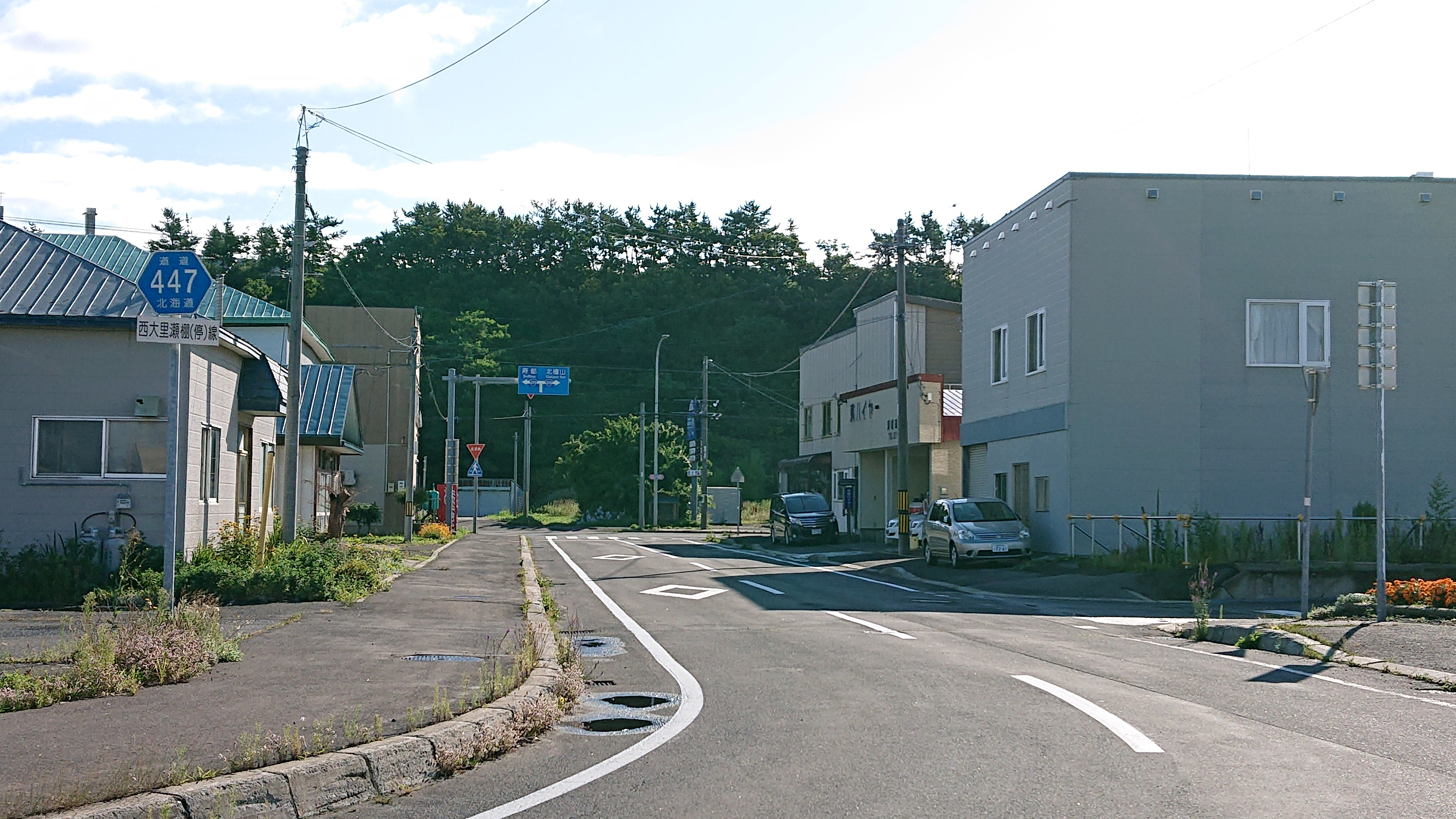
北海道道447号西大里瀬棚停車場線

北海道道447号西大里瀬棚停車場線（ほっかいどうどう447ごう にしおおさとせたなていしゃじょうせん）は、北海道久遠郡せたな町瀬棚区内を結ぶ一般道道（北海道道）である。

## 概要

### 路線データ
- 起点：北海道久遠郡せたな町瀬棚区西大里
- 終点：北海道久遠郡せたな町瀬棚区本町（旧国鉄 瀬棚線 瀬棚駅跡）
- 総延長：10.308 km
- 実延長：9.669 km
- 重用延長：0.639 km
- 未舗装延長：0.006 km

## 歴史
- 1962年（昭和37年）8月1日 - 路線認定[1]。
- 1987年（昭和62年）3月16日 - 瀬棚線の廃線に伴い、瀬棚駅は廃駅となる。

## 路線状況

### 重複区間
- 国道229号：せたな町瀬棚区本町 - せたな町瀬棚区本町
- 北海道道783号東大里瀬棚停車場線：せたな町瀬棚区本町 - 終点

### 道路施設

#### 主な橋梁
- 万年橋（97 m、馬場川、せたな町瀬棚区西大里-せたな町瀬棚区東大里）

## 地理

### 通過する自治体
- 檜山振興局
  - 久遠郡せたな町

### 交差する道路
せたな町
- 国道229号 - 瀬棚区本町（重複）
- 北海道道783号東大里瀬棚停車場線 - 瀬棚区本町（重複）
- 北海道道459号瀬棚港線 - 瀬棚区本町（終点）

### 沿線にある施設など
せたな町
- せたな町B&G海洋センター体育館 - 瀬棚区本町559
- せたな町立瀬棚小学校 - 瀬棚区本町513-1
- 瀬棚郵便局 - 瀬棚区本町186-1
- せたな消防署・せたな町北檜山消防団瀬棚支署・せたな町瀬棚消防団 - 瀬棚区本町752
- せたな町役場瀬棚総合支所 - 瀬棚区本町719
- せたな町立瀬棚中学校 - 瀬棚区共和404-1